# Yuzuru Hanyū
Yuzuru Hanyū (jap. 羽生 結弦 Hanyū Yuzuru; ur. 7 grudnia 1994 w Sendai) – japoński łyżwiarz figurowy, startujący w konkurencji solistów. Dwukrotny mistrz olimpijski (2014, 2018) i uczestnik igrzysk olimpijskich (2022), dwukrotny mistrz (2014, 2017), trzykrotny wicemistrz (2015, 2016, 2019) oraz dwukrotny brązowy medalista mistrzostw świata (2012, 2021), mistrz (2020) i trzykrotny wicemistrz czterech kontynentów (2011, 2013, 2017), czterokrotny zwycięzca finału cyklu Grand Prix (2013–2016), mistrz świata juniorów (2010), zwycięzca finału Junior Grand Prix (2009) oraz 6-krotny mistrz Japonii (2013–2016, 2021–2022).
Hanyū stał się pierwszym w historii łyżwiarzem figurowym, który przekroczył barierę 100 punktów za program krótki, 200 – za program dowolny oraz 300 w łącznej punktacji. Ponadto został pierwszym mistrzem olimpijskim w kategorii solistów z kraju azjatyckiego oraz najmłodszym zwycięzcą zimowych igrzysk olimpijskich od 1948 roku. Hanyū zdobywając złoty medal podczas Zimowych Igrzysk Olimpijskich 2018 w Pjongczangu obronił tytuł mistrza olimpijskiego w łyżwiarstwie figurowym i stał się pierwszym łyżwiarzem od czasów Richarda Buttona w 1952 roku, który tego dokonał.
W trakcie swojej kariery 19-krotnie ustanawiał rekord świata, najwięcej w historii od czasu wprowadzenia w 2004 roku Międzynarodowego Systemu Sędziowania ISU. Po zmianie przepisów w punktacji zawodów łyżwiarskich w 2018 roku, należą do niego trzy historyczne rekordy świata (GOE±3) solistów w kategorii seniorów: za program krótki (112,72 pkt), program dowolny (223,20 pkt) i notę łączną (330,43 pkt).
W 2020 roku po zwycięstwie w mistrzostwach czterech kontynentów Hanyū został pierwszym solistą, który zdobył super szlem (ang. Super Slam), czyli wygrał we wszystkich seniorskich i juniorskich zawodach najwyższej rangi.

## Kariera

### Początki
Hanyū idąc w ślady swojej starszej siostry, rozpoczął naukę łyżwiarstwa w wieku czterech lat. W sezonie 2004/2005 po raz pierwszy rywalizował w kraju jako początkujący łyżwiarz. W tym też sezonie wygrał mistrzostwa Japonii w kategorii Junior Młodszy B (najniższej z dwóch kategorii na poziomie początkującym). Początkowo treningi nie sprawiały mu przyjemności i w pewnym momencie zastanawiał się nad przejściem na baseball, jednakże po tym, jak w 2004 roku z powodów finansowych zamknięto lodowisko w Sendai, zdał sobie sprawę z tego, jak ważna jest to dla niego dyscyplina i zadecydował o kontynuacji kariery właśnie w tej dyscyplinie sportu. W sezonie 2006/2007 Hanyū rywalizował w mistrzostwach Japonii w kategorii Junior Młodszy A, gdzie zdobył brązowy medal. Został również zaproszony do udziału w mistrzostwach Japonii juniorów, gdzie zajął 7. miejsce. W następnym sezonie zdobył mistrzostwo Japonii w kategorii Junior Młodszy A oraz wywalczył brązowy medal w mistrzostwach Japonii juniorów.

### Kariera juniorska

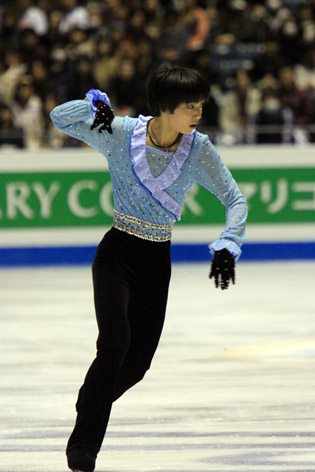
Finał Junior Grand Prix 2009

W sezonie 2008/2009 Hanyū przeszedł do grona juniorów i zadebiutował w junior Grand Prix. W swoich pierwszych zawodach serii we włoskim Merano zajął 5. miejsce. Po swoim juniorskim debiucie w cyklu Grand Prix, Hanyū wywalczył złoty medal na mistrzostwach Japonii juniorów. Występ ten zagwarantował mu udział w mistrzostwach świata juniorów, jak również zaproszenie do udziału w mistrzostwach Japonii w kategorii seniorów, gdzie zajął 8. miejsce. Mistrzostwa świata juniorów w 2009 Hanyū ukończył na 12. pozycji.
W sezonie 2009/2010 Hanyū zwyciężył we wszystkich zawodach w kategorii juniorów, w których brał udział. Tym samym wygrał on zawody cyklu junior Grand Prix w Chorwacji i Polsce oraz finał tego cyklu. W tym też sezonie wywalczył tytuły mistrza Japonii i świata wśród juniorów. Dobre rezultaty zagwarantowały mu również udział w mistrzostwach Japonii w kategorii seniorów, gdzie zajął 6. miejsce.

### Sezon 2010/2011: debiut seniorski
W wieku 15 lat Hanyū przeszedł do grona seniorów. Był to wyjątkowo wczesny ruch dla łyżwiarza, który mógł kontynuować rywalizację jako junior do 19. roku życia, jednakże decyzję tę motywował chęcią dalszego rozwoju i możliwością rywalizacji ze swoimi idolami oraz rywalami z kategorii juniorów. Swój pierwszy sezon w kategorii seniorów rozpoczął od zajęcia 4. miejsca na NHK Trophy 2010. W czasie tych zawodów udało mu się również wykonać pierwszego poczwórnego toeloopa w zawodach rangi międzynarodowej. W następnych zawodach z cyklu Grand Prix – Cup of Russia 2010, Hanyū uplasował się na 7. miejscu. Kolejnymi zawodami sezonu były dla niego mistrzostwa Japonii 2011, które ukończył na 4. miejscu. Pomimo tego został wybrany, by reprezentować swój kraj na mistrzostwach czterech kontynentów 2011, gdzie wywalczył srebrny medal z notą łączną 228 punktów.

### Sezon 2011/2012

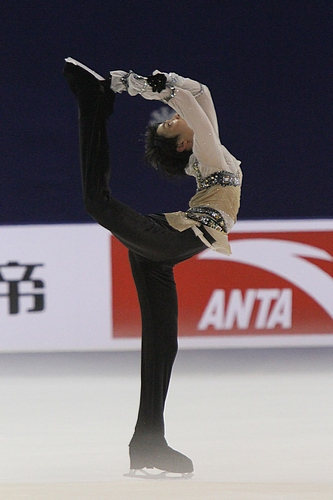
Hanyū podczas wykonywania piruetu Biellmann na Cup of China 2011

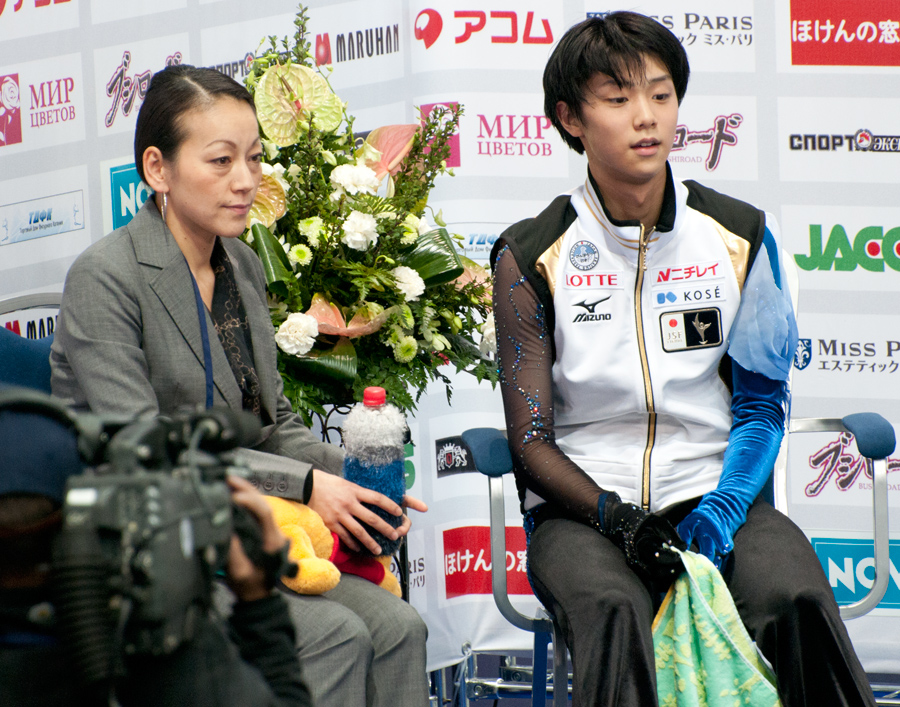
Hanyū ze swoją trenerką Nanami Abe na Rostelecom Cup 2011

Sezon 2011/2012 Hanyū rozpoczął od wygranej w Nebelhorn Trophy 2011. Następnymi zawodami były dla niego zawody z serii Grand Prix – Cup of China 2011, w których zajął 4. miejsce tracąc do podium niespełna 0,22 pkt. Wygrana w kolejnych zawodach – Rostelecom Cup 2011, zagwarantowała mu debiut w finale cyklu Grand Prix, w którym ostatecznie zajął 4 lokatę.
W 2011 roku Hanyū po raz pierwszy wywalczył medal mistrzostw Japonii, zajmując 3. miejsce z łącznym wynikiem 241,91 punktów. Występ ten zagwarantował mu udział w mistrzostwach świata 2012. W swoim debiutanckim występie na tych zawodach Hanyū był 7. po programie krótkim, ponad 12 punktów poniżej pierwszego Patricka Chana. Ostatecznie prawie bezbłędny program dowolny pozwolił mu na zajęcie 3. miejsca z łącznym wynikiem 251,06 punktów.
W kwietniu 2012 roku Hanyū ogłosił, że zmienia swoją dotychczasową trenerkę, Nanami Abe, na mistrza świata z 1987 roku Briana Orsera. Po przeprowadzce do Kanady Hanyū zwiększył częstotliwość treningu na lodzie do 3–4 godzin dziennie (w porównaniu do wcześniejszych 1–2 godzin, które były wynikiem połączenia ograniczonego czasu na lodzie w Sendai, nauki szkolnej i astmy).

### Sezon 2012/2013
Nowy sezon Hanyū rozpoczął zwycięstwem w Finlandia Trophy 2012, gdzie w swoim programie dowolnym zaprezentował dwa poczwórne skoki, w tym po raz pierwszy w zawodach rangi międzynarodowej poczwórnego salchowa.
W pierwszych zawodach z cyklu Grand Prix – Skate America, Hanyū zdobył srebrny medal, bijąc przy tym dotychczasowy rekord świata za program krótki o ponad jeden punkt. Podczas kolejnych zawodów cyklu – NHK Trophy 2012, Hanyū po raz kolejny pobił rekord świata za program krótki, uzyskując 95,32 punkty. Dało mu to wygraną w tych zawodach oraz kwalifikację do finału cyklu Grand Prix w Sochi, który był konkursem testowym przed igrzyskami olimpijskimi. Podczas grudniowego finału zajął 2. miejsce, tracąc niespełna pięć punktów do pierwszego Daisuke Takahashiego.
Kolejnymi zawodami były dla niego mistrzostwa kraju, podczas których po raz pierwszy w karierze wywalczył tytuł mistrza Japonii, wyprzedzając o pięć punktów drugiego Daisuke Takahashiego oraz o ponad 40 punktów, trzeciego Takahito Murę.
Podczas mistrzostw czterech kontynentów 2013 Hanyū był pierwszy po programie krótkim oraz trzeci po programie dowolnym, co ostatecznie dało mu drugie miejsce za Kevinem Reynoldsem.
Ostatnimi zawodami przedolimpijskiego sezonu były dla Hanyū mistrzostwa świata 2013, na których zajął 4. miejsce po tym, jak po upadku po poczwórnym toeloopie oraz braku wymaganej kombinacji po programie krótkim zajmował odległe 9. miejsce z notą niespełna 76 punktów.

### Sezon 2013/2014: mistrzostwo olimpijskie i świata

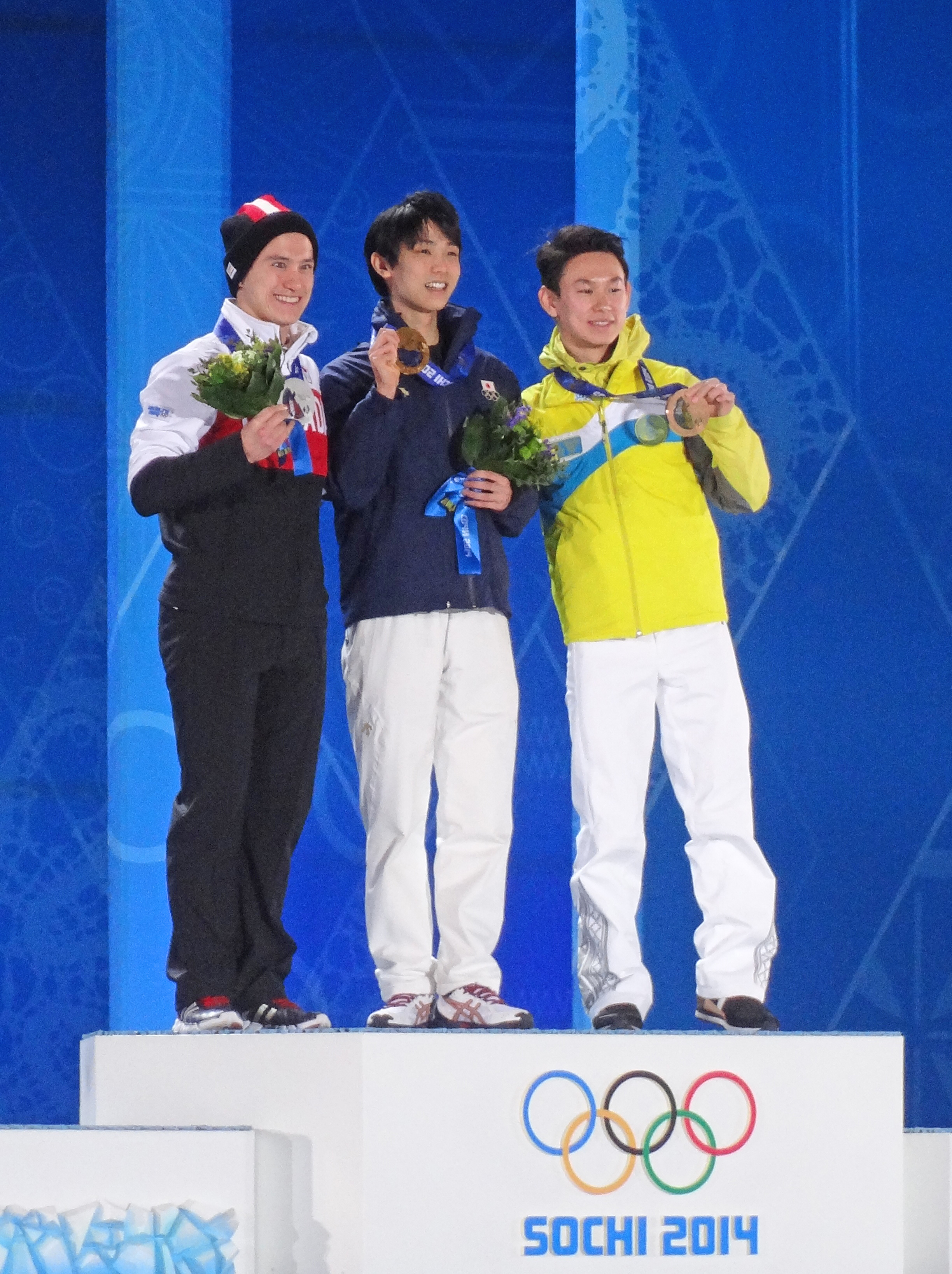
Hanyū (w środku) na podium igrzysk olimpijskich 2014

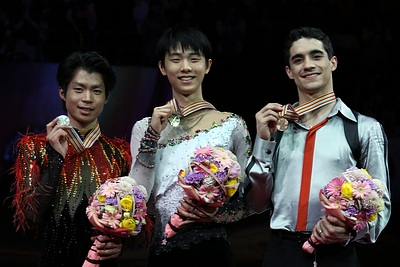
Hanyū (w środku) na podium mistrzostw świata 2014 wraz z Machidą (po lewej) i Fernándezem (po prawe)

Sezon olimpijski Hanyū rozpoczął od wygranej w Finlandia Trophy 2013, zajmując pierwsze miejsce w obu segmentach zawodów. Następnymi zawodami były dla niego zawody z serii Grand Prix – Skate Canada International 2013, na których zajął drugie miejsce, przegrywając jedynie z Patrickiem Chanem. Srebrny medal zdobyty na kolejnych zawodach - Trophée Éric Bompard 2013, dał mu trzecią w karierze kwalifikację do finału cyklu Grand Prix.
Podczas finału Grand Prix w Fukuoce, Hanyū po raz kolejny pobił rekord świata za program krótki, uzyskując 99,84 pkt. Pomimo upadku przy wykonywaniu poczwórnego salchowa, za program dowolny uzyskał 193,41 pkt., poprawiając przy tym swój dotychczasowy rekord życiowy. Ostatecznie pozwoliło mu to na wygraną w tych zawodach z łącznym wynikiem 293,25 punktów.
Na grudniowych mistrzostwach Japonii, które były ostatnim sprawdzianem przed Igrzyskami Olimpijskimi w Soczi 2014, Hanyū po raz drugi w karierze wywalczył tytuł mistrza swojego kraju, wygrywając oba segmenty zawodów oraz wyprzedzając drugiego Machidę o ponad 20 punktów. Zwycięstwo w tych zawodach zagwarantowało mu również start na igrzyskach olimpijskich oraz mistrzostwach świata.
Igrzyska Olimpijskie w Soczi rozpoczął zawodami drużynowymi, podczas których – wraz z zespołem pozostałych japońskich łyżwiarzy zajął 5. miejsce. Hanyū wziął udział jedynie w programie krótkim solistów, wygrywając ten segment. Zwycięstwo w tej konkurencji dało drużynie Japonii 10 punktów w łącznej klasyfikacji.
Indywidualna rywalizacja solistów rozpoczęła się 13 lutego od programu krótkiego. Hanyū po raz kolejny w swojej karierze pobił rekord świata, zdobywając 101,45 pkt. Jednocześnie stał się on pierwszym łyżwiarzem figurowym w historii, który przekroczył barierę 100 punktów za program krótki. Następnego dnia, pomimo dwóch upadków, Hanyū zdobył najwyższą notę za program dowolny. Tym samym został on pierwszym mistrzem olimpijskim w łyżwiarstwie figurowym w kategorii solistów, który pochodził z kraju azjatyckiego, jak również najmłodszym mistrzem olimpijskim od czasów Richarda Buttona, który swój tytuł zdobył w 1948 roku mając jedynie 18 lat. Hanyū był również jedynym Japończykiem, który z Igrzysk Olimpijskich w Soczi przywiózł złoty medal.
Sezon olimpijski Yuzuru Hanyū zakończył wygraną na mistrzostwach świata w Saitamie. Po programie krótkim zajmował trzecią lokatę, tracąc prawie 7 punktów do prowadzącego Machidy. Jednakże za program dowolny uzyskał 191,35 pkt., co ostatecznie pozwoliło mu na wygraną z Machidą o niespełna 0,33 pkt.. Tym samym stał się on pierwszym łyżwiarzem figurowym od czasów Aleksieja Jagudina w 2002 roku, który w jednym sezonie wygrał finał Grand Prix oraz zdobył mistrzostwo olimpijskie i świata.

### Sezon 2014/2015

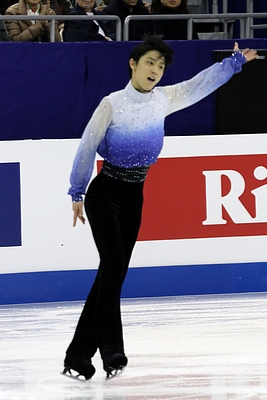
Mistrzostwa świata 2015

Z powodu kontuzji pleców Hanyū musiał zrezygnować z udziału w Finlandia Trophy 2014. Następnymi zawodami były dla niego zawody z cyklu Grand Prix – Cup of China 2014. Po programie krótkim Hanyū zajmował drugie miejsce, tracąc 3 punkty do pierwszego Kowtuna. Następnego dnia podczas rozgrzewki przed programem dowolnym Hanyū zderzył się z zawodnikiem z Chin, Yan Hanem. Obaj byli wyraźnie kontuzjowani, ale postanowili przystąpić do zawodów. Podczas swojego programu dowolnego Hanyū upadł pięciokrotnie, pomimo tego ostatecznie zajął 2. miejsce, tracąc niespełna 6 punktów do pierwszego Maksima Kowtuna. Po zawodach założono mu szwy na czole i brodzie. Na dalsze leczenie udał się do Japonii, gdzie okazało się, że poza stłuczeniami na czole i brodzie, Hanyū skręcił sobie prawą kostkę oraz naciągnął mięśnie przepony i lewego uda.
Kilka dni przed NHK Trophy 2014 Hanyū ogłosił, że weźmie udział w zawodach, mimo że nie wrócił do formy sprzed kontuzji. Podczas zawodów w Osace, Hanyū był piąty po programie krótkim oraz trzeci po programie dowalonym, co ostatecznie dało mu czwarte miejsce z 229,80 punktami. Wynik ten zagwarantował mu udział w finale cyklu Grand Prix o niespełna 0,15 pkt..
Podczas finału cyklu Grand Prix Hanyū okazał się nie do pobicia przez innych zawodników, wygrywając całe zawody z ponad 34 punktową przewagą nad drugim Fernándezem. Podczas tych zawodów Hanyū poprawił również swój dotychczasowy rekord życiowy za program dowolny, uzyskując 194,08 pkt..
W grudniu Hanyū po raz trzeci z rzędu zdobył tytuł mistrza Japonii wygrywając całe zawody z ponad 30-punktową przewagą nad drugim Shōmą Uno. Jednakże ze względu na silne bóle brzucha Hanyū musiał zrezygnować z udziału w pokazach mistrzów odbywającej się po zawodach. Po konsultacjach z lekarzem zdiagnozowano u niego problemy związane z pęcherzem moczowym wymagające operacji. Hanyū był hospitalizowany przez dwa tygodnie, natomiast treningi wznowił po miesiącu rekonwalescencji. W połowie lutego Hanyū po raz kolejny został zmuszony do wstrzymania treningów na lodzie, gdyż skręcił prawą kostkę. Do wznowienia treningów doszło w marcu tuż przed mistrzostwami świata.
Podczas Mistrzostw świata 2015 Hanyū prowadził po programie krótkim z przewagą 2,50 pkt. nad drugim Fernándezem, jednakże następnego dnia podczas programu dowolnego Hanyū upadł po jednym z poczwórnych skoków oraz w miejsce planowanego poczwórnego salchowa wykonał jedynie podwójnego. Popełnione błędy spowodowały, że Hanyū stracił prowadzenie na rzecz Fernándeza i całe zmagania zakończył na drugie miejsce, tracąc do niego niespełna 3 punkty.
Hanyū zakończył sezon występem na World Team Trophy 2015, gdzie wraz z zespołem pozostałych japońskich łyżwiarzy zdobył brązowy medal, za drużynami Stanów Zjednoczonych i Rosji. Hanyū był jedynym łyżwiarzem biorącym udział w zawodach, który wygrał w obu segmentach zawodów.

### Sezon 2015/2016: sezon rekordów

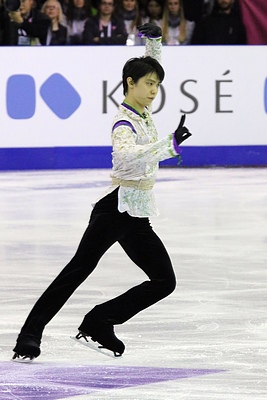
Finał Grand Prix 2015

W sezonie 2015/2016 podczas wyboru muzyki do swojego programu dowolnego Hanyū zdecydował się sięgnąć do japońskich korzeni. W swoim programie długim postanowił wykorzystać muzykę z soundtracku do filmu Onmyōji i wcielić się w rolę Abe no Seimei, japońskiego filozofa przyrody i astrologa z końca okresu Heian.
Hanyū rozpoczął sezon od wygranej na Autumn Classic International 2015. Za program krótki do Ballady g-moll Fryderyka Chopina Hanyū uzyskał 93,14 pkt., za program dowolny – 184,05 pkt, co łącznie dało mu 277,19 pkt. Hanyū wygrał całe zawody z ponad 36 punktową przewagą nad drugim Nam Nguyenem.
Kolejnymi zawodami były dla niego zawody z cyklu Grand Prix – Skate Canada International 2015. Po programie krótkim Hanyū zajmował dopiero szóstą lokatę po tym, jak jeden z jego skoków nie został zaliczony do oceny ze względu na zbyt małą liczbę rotacji – Hanyū zamiast poczwórnego toeloopa wykonał jedynie podwójnego i tym samym zgodnie z obowiązującymi zasadami Hanyū nie wykonał w programie krótkim jednego z wymaganych elementów programu, jakim jest solowy skok potrójny lub poczwórny. W swoim programie krótkim Hanyū złamał również zasadę Zayaka wykonując zamiast planowanej kombinacji potrójnego lutza – potrójnego toeloopa, kombinację potrójnego lutza i podwójnego toeloopa. Tym samym w programie krótkim dwukrotnie wykonał podwójnego toeloopa i z tego też powodu jego kombinacja potrójnego lutza z podwójnym toeloopem również nie została wzięta pod uwagę przy sumowaniu osiągniętej noty. Za program dowolny Hanyū uzyskał 186,29 pkt., co ostatecznie pozwoliło mu zakończyć całe zawody na drugim miejscu.
Podczas NHK Trophy 2015, Hanyū okazał się nie do pobicia przez innych zawodników. W swoim programie krótkim idealnie wykonał poczwórnego Salchowa oraz potrójnego axla, jak również kombinację poczwórnego toeloopa i potrójnego toeloopa. Jego perfekcyjne wykonany program krótki zdobył rekordową liczbę punktów i tym samym Hanyu po raz kolejny w swojej karierze pobił swój własny rekord świata za program krótki, uzyskując 106,33 pkt.. Następny dzień zmagań był dla niego równie udany – za bezbłędnie wykonany program dowolny Hanyu uzyskał 216,07 pkt ustanawiając przy tym nowy rekord świata. Tym samym w ciągu dwóch dni ustanowił on trzy nowe rekordy świata. Zdobył największą liczbę punktów w programie krótkim (106,33), dowolnym (216,07) oraz punktacji łącznej (322,40). Wynik ten zagwarantował mu kwalifikację do finału cyklu Grand Prix.
Niespełna dwa tygodnie później, podczas grudniowego finału cyklu Grand Prix w Barcelonie, Hanyū po raz kolejny okazał się bezkonkurencyjny i nie tylko poprawił wszystkie z ustanowionych podczas NHK Trophy rekordy (za program krótki uzyskał 110,95 pkt, za dowolny – 219,48 pkt, łącznie 330,43 pkt), ale również wygrywając z ponad 37 punktową przewagą poprawił ustanawiany w 2004 roku rekord Jewgienija Pluszczenko na wygraną z najwyższą przewagą punktową podczas zawodów cyklu Grand Prix. Tym samym Hanyū wygrał swój trzeci z rzędu finał cyklu Grand Prix i stał się pierwszym w historii łyżwiarzem figurowym, który tego dokonał. Pod koniec grudnia 2015 roku, Hanyū po raz czwarty z rzędu wywalczył tytuł mistrza Japonii z łączną notą 286,36 pkt.
Podczas mistrzostw świata 2016, Hanyū po bezbłędnie wykonanym programie krótkim zajmował pierwsze miejsce z ponad 12 punktową przewagą nad drugim Fernándezem. Jednakże podczas wykonywania programu dowolnego Hanyū podparł się ręką podczas wykonywania poczwórnego salchowa, upadł po wykonaniu drugiego poczwórnego salchowa (przez co uzyskał redukcję za brak kombinacji), miał znaczne problemy po wykonaniu potrójnego axla, podparł się po potrójnym lutzu oraz zamiast planowanego potrójnego salchowa wykonał jedynie podwójnego. Wszystkie te błędy spowodowały, iż Hanyū stracił prowadzenie na rzecz Fernándeza i po raz drugi z rzędu zdobył srebrny medal na mistrzostwach świata
26 kwietnia 2016 roku Japońska Federacja Łyżwiarska ogłosiła, że z powodu uszkodzenia stawu Lisfranca Hanyū musi na dwa miesiące zawiesić treningi. Od początku sezonu 2015/2016 Hanyū zmagał się z bólem w lewej stopie, który nasilił w styczniu 2016 roku i był przyczyną zmiany elementów programu podczas mistrzostw świata.

### Sezon 2016/2017: drugie mistrzostwo świata

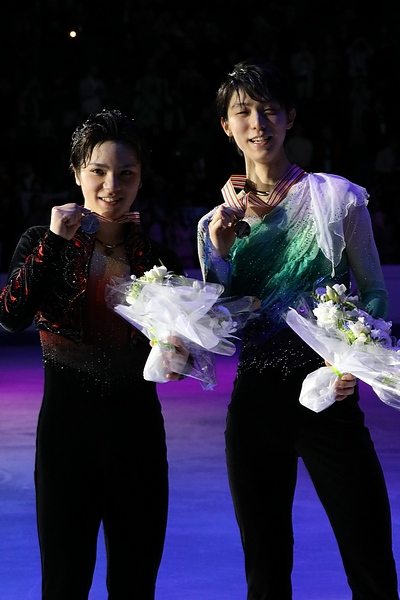
Ceremonia medalowa na mistrzostwach świata 2017

Yuzuru rozpoczął sezon zwycięstwem w challengerze Autumn Classic International 2016. Podczas programu krótkiego do utworu Prince’a Let’s Go Crazy Hanyū jako pierwszy łyżwiarz figurowy w historii wykonał poczwórnego rittbergera. Ostatecznie za program krótki uzyskał 88,30 pkt po tym jak nie był w stanie zakończyć kombinacji poczwórnego salchowa – potrójnego toeloopa. Za program dowolny do kombinacji utworów Joe Hisaishi Asian Dream Song i View of Silence Hanyū uzyskał 172,27 pkt, łącznie 260,57 pkt, co dało mu wygraną z ponad 30 punktową przewagą nad drugim Miszą Ge.
Następnymi zawodami były dla niego zawody z serii Grand Prix – Skate Canada International 2016. Po programie krótkim Hanyū zajmował 4. miejsce po tym jak podparł się kolanem po wykonaniu poczwórnego rittbergera, zachwiał się po drugim skoku, co prawie skutkowało podparciem ręką oraz nie wykonał kombinacji. Za program dowolny Hanyū uzyskał 183,41 pkt, co pozwoliło mu zakończyć całe zawody na drugim miejscu, tracąc niespełna 3 punkty do pierwszego Patricka Chana.
Podczas NHK Trophy 2016, Hanyū pomimo niepewnego lądowania po poczwórnym rittbergerze za program krótki uzyskał 103,89 pkt, co dało mu prawie 16 punktową przewagę nad drugim Nathanem Chenem. Dzięki perfekcyjnie wykonanym trzem z czterech poczwórnych skoków, Hanyū po programie dowolnym powiększył swoją przewagę do ponad 30 punktów i po raz kolejny w swojej karierze przekroczył barierę trzystu punktów, uzyskując łącznie 301,47 pkt. Zwycięstwo w tych zawodach zagwarantowało mu udział w finale cyklu Grand Prix w Marsylii.
Grudniowy finał cyklu Grand Prix, Hanyū rozpoczął od prawie bezbłędnego programu krótkiego, który dał mu ponad 6 punktową przewagę nad drugim Patrickiem Chanem. Dwa dni później podczas programu dowolnego Hanyū rozpoczął od perfekcyjnego poczwórnego rittbergera oraz poczwórnego salchowa, następnie upadł po kolejnym poczwórnym salchowie, miał niepewne lądowanie po poczwórnym toeloopie oraz zamiast planowanego potrójnego lutza wykonał jedynie pojedynczego. Po programie dowolnym Hanyū był trzeci, jednakże wcześniejsza przewaga pozwoliła mu na wygraną w całych zawodach. Tym samym stał się pierwszym łyżwiarzem figurowym w historii, który cztery razy z rzędu wygrał finał cyklu Grand Prix.
Kolejnymi planowanymi zawodami były dla Hanyū mistrzostwa Japonii, z których musiał zrezygnować z powodu grypy. Pomimo tego został wybrany, by reprezentować swój kraj podczas mistrzostw czterech kontynentów 2017 oraz mistrzostw świata 2017.
W lutym 2017 roku Hanyū wystartował w mistrzostwach czterech kontynentów 2017 w południowokoreańskim Gangneung. Zawody te były sprawdzianem przed Zimowymi Igrzyskami Olimpijskimi 2018 w Korei Południowej. Po programie krótkim Hanyū zajmował 3. miejsce po tym jak zamiast kombinacji poczwórnego salchowa – potrójnego toeloopa wykonał kombinację podwójnego salchowa – potrójnego toeloopa. W programie dowolnym Hanyū po raz kolejny w tym sezonie miał problemy z kombinacją poczwórnego salchowa – potrójnego toeloopa (w jej miejsce wykonał jedynie podwójnego salchowa i nie był w stanie zakończyć kombinacji). Aby nadrobić stracone punkty Hanyū zamiast planowej kombinacji potrójnego axla i podwójnego toeloopa wykonał kombinację potrójnego axla – podwójnego toeloopa, następnie w miejsce kombinacji potrójnego axla – potrójnego salchowa, wykonał kombinację poczwórnego i podwójnego toeloopa. Hanyū zmienił również swój ostatni skok na potrójnego axla. Dzięki temu po raz kolejny w swojej karierze przekroczył barierę dwustu punktów za program dowolny, uzyskując 206,67 pkt. Wynik ten ostatecznie pozwolił mu na zajęcie 2. miejsca z łączną notą 303,71pkt.
Podczas mistrzostw świata 2017 Hanyū po programie krótkim zajmował dopiero piątą pozycję i tracił ponad 10 punktów do pierwszego Javiera Fernándeza. Jednakże za bezbłędnie wykonany program dowolny uzyskał 223,20 pkt i wygrał całe zawody z nieco ponad dwupunktową przewagą nad drugim Shōmą Uno. Podczas tych zawodów Hanyū po raz kolejny w swojej karierze pobił swój własny rekord świata za program dowolny. Jednocześnie dzięki wygranej w tych zawodach Hanyū stał się pierwszym w historii Japończykiem, który dwukrotnie zdobył tytuł mistrza świata w łyżwiarstwie figurowym.
Hanyū zakończył sezon występem na World Team Trophy 2017, gdzie wraz z zespołem pozostałych japońskich łyżwiarzy zdobyli złoty medal. Po programie krótkim Hanyū zajmował dopiero siódmą pozycję po tym jak zamiast planowanego poczwórnego rittbergera wykonał jedynie pojedynczego oraz nie był w stanie zakończyć kombinacji. W swoim programie dowolnym jako pierwszy łyżwiarz figurowy w historii wykonał trzy poczwórne skoki w drugiej połowie programu, co ostatecznie pozwoliło mu na wygraną w tej części zawodów z wynikiem 200,49 pkt.

### Sezon 2017/2018: drugie mistrzostwo olimpijskie

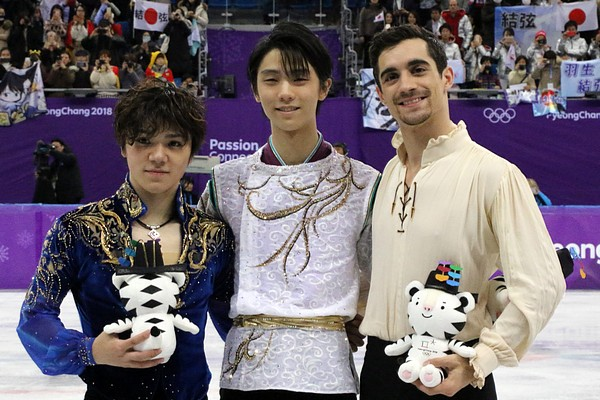
Ceremonia kwiatowa podczas Zimowych Igrzysk Olimpijskich 2018, od lewej: Uno, Hanyū, Fernández

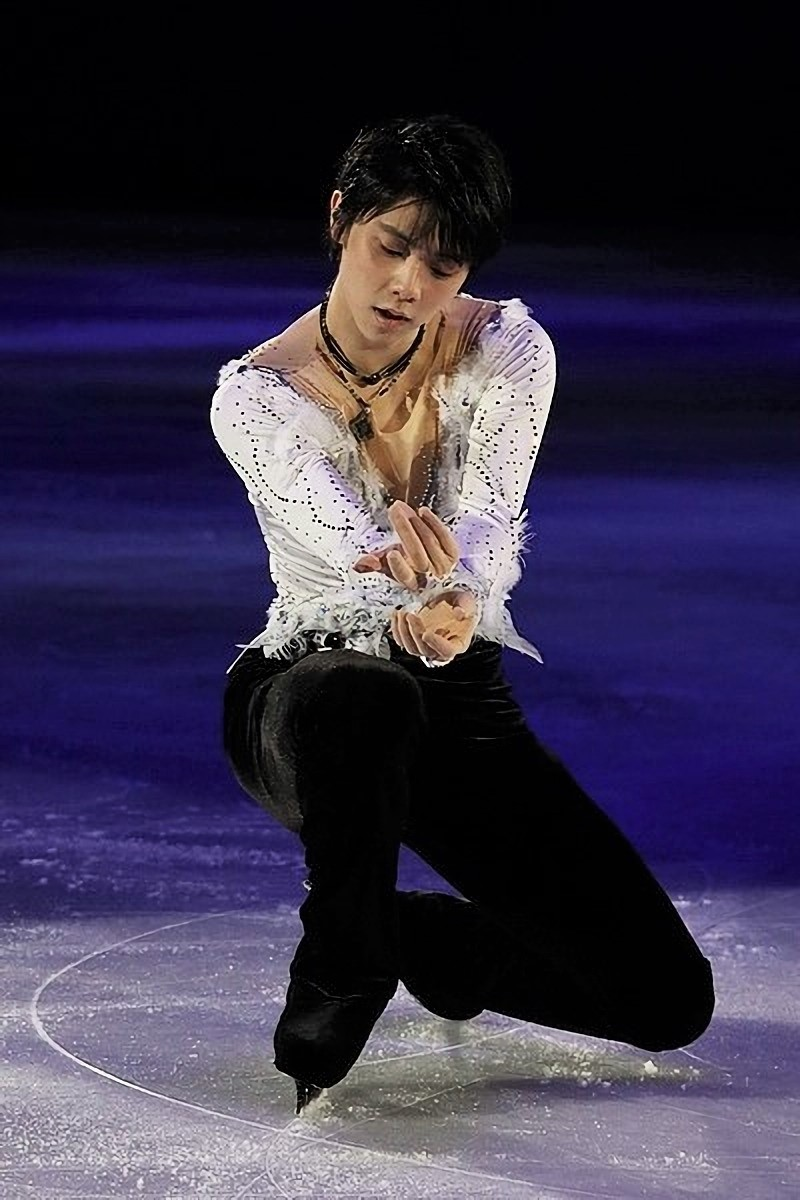
Hanyū podczas pokazów mistrzów na zakończenie igrzysk olimpijskich 2018

Podczas pierwszych zawodów w sezonie olimpijskim – Autumn Classic International 2017, Hanyū za bezbłędnie wykonany program krótki do Ballady g-moll Fryderyka Chopina, uzyskał 112,72 pkt. i tym samym po raz kolejny w swojej karierze pobił swój własny rekord świata za program krótki. Perfekcyjnie wykonał poczwórnego salchowa (ze względu na ból w prawym kolanie wykonał go w miejsce planowanego poczwórnego rittbergera), potrójnego axla oraz kombinację poczwórnego i potrójnego toeloopa. Za program dowolny do muzyki z soundtracku do filmu Onmyōji, uzyskał niespełna 155,52 pkt po tym jak upadł po potrójnym axlu, poczwórnego toeloopa wylądował na dwóch nogach oraz miał znaczne problemy z wykonaniem kilku pozostałych skoków. Ostatecznie stracił prowadzenie na rzecz Javiera Fernándeza i zakończył całe zawody na drugim miejscu z łączną notą 268,24 pkt.
Następnymi zawodami były dla niego zawody z serii Grand Prix – Rostelecom Cup 2017. Po programie krótkim Hanyū zajmował 2. miejsce po tym jak niepewnie wylądował poczwórnego rittbergera oraz jego kombinacja poczwórnego i potrójnego toeloopa zakończyła się upadkiem. Za program krótki uzyskał 94,85 pkt i tracił prawie 6 punktów do pierwszego Nathana Chena. Następnego dnia podczas programu dowolnego Hanyū po raz pierwszy w zawodach rangi międzynarodowej wykonał poczwórnego lutza, następnie w miejsce planowanego poczwórnego rittbergera wykonał jedynie potrójnego. Miał również problemy po wylądowaniu poczwórnego salchowa i poczwórnego toeloopa (wykonał jedynie podwójnego toeloopa), co uniemożliwiło mu zakończenie planowanych kombinacji poczwórnego salchowa – potrójnego toeloopa oraz poczwórnego toeloopa – potrójnego salchowa. By nadrobić stracone punkty w miejsce planowanego poczwórnego toeloopa wykonał kombinację poczwórnego i potrójnego toeloopa. Wygrał tę cześć zawodów z wynikiem 195,92 pkt. Ostatecznie zakończył całe zawody na drugim miejscu tracąc nieco ponad 3 punkty do pierwszego Nathana Chena.
Kolejnymi zawodami miały być dla Hanyū zawody z cyklu Grand Prix – NHK Trophy 2017. Jednakże podczas treningu poprzedzającego czwarte zmagania najlepszych łyżwiarzy w cyklu Grand Prix, Hanyū upadł podczas próby wykonania poczwórnego lutza. Kontuzja prawego kolana i kostki spowodowana upadkiem okazała się na tyle poważna, że zmusiła go do wycofania się z zawodów w wyniku czego po raz pierwszy od sześciu sezonów nie weźmie on udziału w finale cyklu Grand Prix. 18 grudnia 2017 roku Japońska Federacja Łyżwiarska potwierdziła, iż kontuzja, jakiej Hanyū nabawił się tuż przed NHK Trophy 2017 okazała się znacznie poważniejsza niż początkowo uważano. Z tego też powodu Hanyū zdecydował się zrezygnować z udziału w mistrzostwach Japonii, by skupić się na powrocie do pełni sprawności przed zbliżającymi się igrzyskami olimpijskimi. 24 grudnia 2017 roku ogłoszono, że Hanyū został wybrany, aby reprezentować swój kraj podczas Zimowych Igrzysk Olimpijskich 2018 oraz mistrzostwa świata 2018.
Podczas igrzysk olimpijskich rozgrywanych w południowokoreańskim Pjongczang Hanyū za perfekcyjnie wykonany program krótki uzyskał 111,68 punktów i miał ponad czteropunktową przewagę nad drugim Javierem Fernándezem oraz ponad siedmiopunktową nad trzecim Shōmą Uno. Następnego dnia, pomimo niepewnego lądowania po potrójnym lutzu i nieudanej trójkombinacji poczwórnego toeloopa z pojedynczym loopem oraz potrójnym salchowem, za program dowolny uzyskał 206,17 punktów, co łącznie dało 317,85 punktów i pozwoliło mu obronić tytuł mistrza olimpijskiego z Soczi. Tym samym Hanyū stał się pierwszym łyżwiarzem od czasów Richarda Buttona w 1952 roku, który tego dokonał. Po zawodach ujawniono, że kontuzja, która zmusiła go do trzymiesięcznej przerwy, jest znacznie poważniejsza niż uważano. Podczas konferencji prasowej Hanyū przyznał się, że gdyby nie silne leki przeciwbólowe, nie byłby w stanie trenować skoków. Hanyū zadeklarował również, że na razie nie myśli o zakończeniu kariery, jednakże w obecnej sytuacji priorytetem jest wyleczenie kontuzji. 7 marca 2018 roku Japońska Federacja Łyżwiarska ogłosiła, że Hanyū zdecydował się wycofać z mistrzostw świata, aby w pełni wyleczyć uraz więzadła w prawej kostce.
W kwietniu 2018 roku Hanyū zorganizował swoją pierwszą autorską rewię zatytułowaną Continues with Wings, na którą zaprosił łyżwiarzy mających ogromny wpływ na jego karierę. Pośród zaproszonych znaleźli się między innymi Jewgienij Pluszczenko, Johnny Weir, Shae-Lynn Bourne, Jeffrey Buttle czy Takahito Mura. Hanyū pomimo trwającej rehabilitacji wykonał kilka ze swoich programów.
2 lipca 2018 roku Hanyū otrzymał z rąk premiera Japonii honorową nagrodę przyznawaną za niezwykłej wagi osiągnięcia w dziedzinie sportu i rozrywki. Otrzymując tę prestiżową nagrodę Hanyū stał się jej najmłodszym laureatem oraz pierwszym łyżwiarzem, który ją otrzymał.

### Sezon 2018/2019

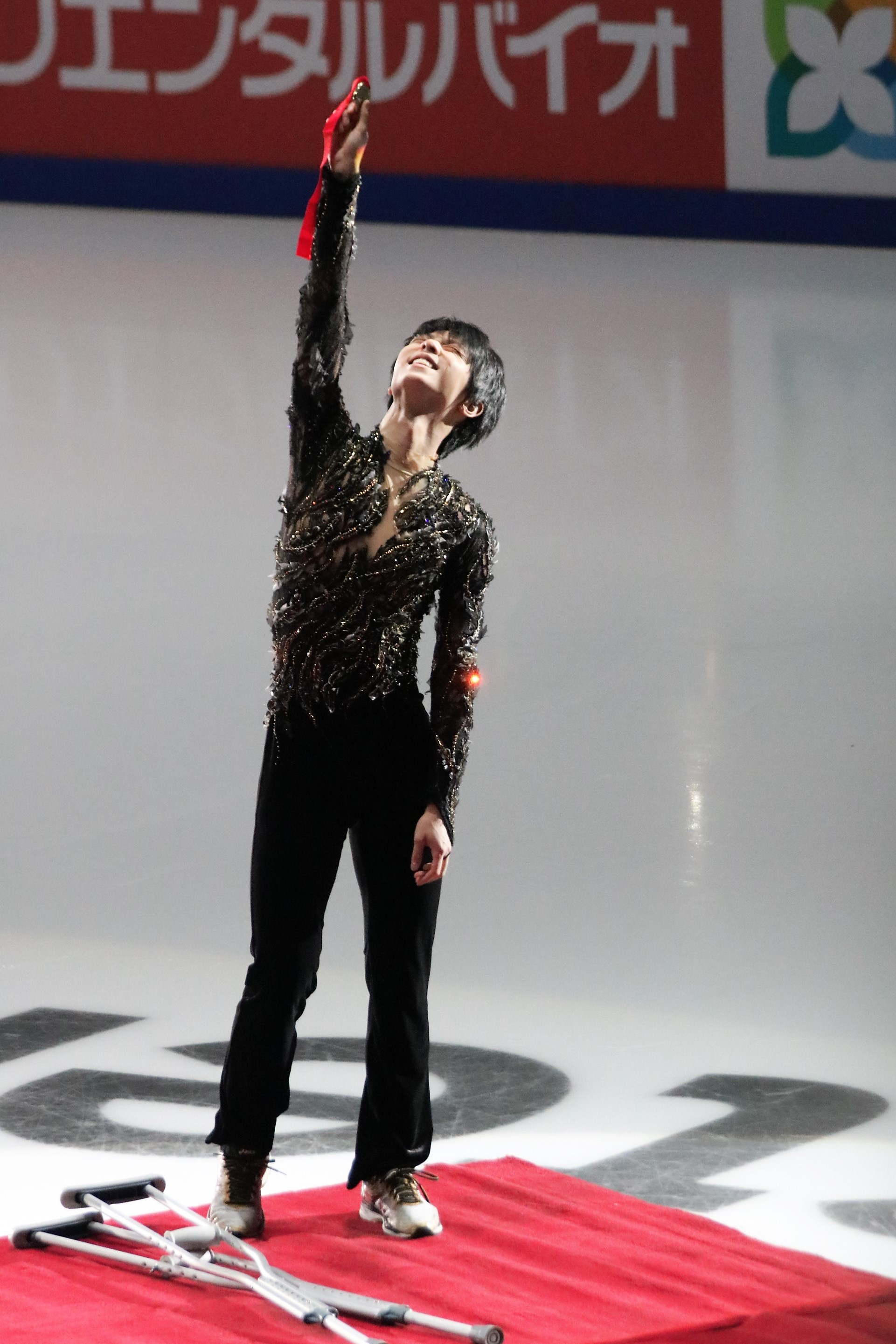
Hanyū podczas ceremonii medalowej na Rostelecom Cup 2018

W sezonie 2018/2019 Hanyū zdecydował się wykorzystać muzykę z programów swoich idoli. Program krótki do utworu Raúla di Blasio zatytułowanego Otoñal będzie hołdem dla Johnny’ego Weira, który w sezonie 2004/2005 wykorzystał to dzieło w programie dowolnym. Natomiast swoim programem dowolnym do kombinacji utworów Edvina Martona Art on Ice i Magic Stradivarius Hanyū składa hołd Jewgienijowi Pluszczence i jego programowi dowolnemu z sezonu 2003/2004. Hanyū wybierając te utwory sięgnął do swoich łyżwiarskich korzeni.
Hanyū rozpoczął sezon udziałem w Autumn Classic International 2018. Za swój program krótki otrzymał 97,74 punkty po tym, jak jeden z kombinacji piruetów (piruet siadany ze zmianą nogi) nie została zaliczona ze względów technicznych. Program dowolny Hanyū rozpoczął od poczwórnego rittbergera oraz perfekcyjnie wykonanego poczwórnego toeloopa, następnie upadł po poczwórnym salchowie, zamiast poczwórnego toeloopa wykonał jedynie podwójnego oraz miał niepewne lądowanie po potrójnym axlu. Po programie dowolnym Hanyū zajmował drugie miejsce, jednakże wcześniejsza przewaga pozwoliła mu na wygraną w całych zawodach z łączną notą 263,65 punktów.
Następnymi zawodami były dla niego zawody z cyklu Grand Prix rozgrywane w Helsinkach. Po programie krótkim Hanyū zajmował pierwsze miejsce, po tym jak idealnie wykonał poczwórnego salchowa i potrójnego axla. Pomimo niepewnego lądowania po kombinacji poczwórnego toeloopa i potrójnego toeloopa za program krótki uzyskał 106,69 punktów. Po tej części zawodów Hanyū miał ponad trzynastopunktową przewagę nad drugim Michałem Březiną oraz dwudziestopunktową nad trzecim Jin Boyangiem. Następnego dnia pomimo niepewnego lądowania po poczwórnym rittbergerze i poczwórnym toeloopie oraz sekwencji skoków składającej się z poczwórnego toeloopa i potrójnego axla, Hanyū zdobył najwyższą notę za program dowolny i zwyciężył całe zawody z ponad czterdziestopunktową przewagą nad drugim Michałem Březiną. Tym samym w związku ze zmianą w systemie oceniania wprowadzoną od sezonu 2018/2019 (zmiana skali wartości oceniania elementów łyżwiarskich z GOE±3 na GOE±5) Hanyū po raz kolejny w swojej karierze ustanowił trzy nowe rekordy świata. Zdobył największą liczbę punktów w programie krótkim (106,69), dowolnym (190,43) oraz nocie łącznej (297,12).
Podczas Rostelecom Cup 2018 Hanyū okazał się nie do pobicia przez innych zawodników. W swoim programie krótkim idealnie wykonał poczwórnego Salchowa oraz potrójnego Axla, jak również kombinację poczwórnego i potrójnego toeloopa. Jego program krótki zdobył rekordową liczbę punktów i tym samym Hanyū po raz kolejny w swojej karierze pobił swój własny rekord świata za program krótki, uzyskując 110,53 punktów. Po tej części zawodów Hanyū miał ponad dwudziestopunktową przewagę nad drugim Morisem Kwitiełaszwilim. Następnego dnia w trakcie treningu poprzedzającego program dowolny, Hanyū upadł podczas próby wykonania poczwórnego Rittbergera, w rezultacie odnowiła mu się kontuzja w prawej kostce. Pomimo tego Hanyū zdecydowała się wystartować w drugiej części zawodów, jednakże był zmuszony do zmiany elementów programu. W programie dowolnym Hanyū perfekcyjnie wykonał poczwórnego Salchowa i poczwórnego toeloopa oraz potrójnego Rittbergera, następnie miał problem po wylądowaniu drugiego poczwórnego toeloopa, upadł po potrójnym Axlu, a w miejsce drugiego potrójnego Axla wykonał jedynie pojedynczego. Ostatecznie za program dowolny uzyskał 167,89 punktów, co dało mu wygraną w całych zawodach z notą 278,42 punktów. Wygrana w tych zawodach zagwarantowała mu udział w finale cyklu Grand Prix.
29 listopada 2018 roku Japońska Federacja Łyżwiarska ogłosiła, że z powodu kontuzji więzadeł i ścięgna prawej stopy Hanyū zrezygnował z udziału w finale cyklu Grand Prix. Dwa tygodnie później ogłoszono, że Hanyū zrezygnował z udziału w mistrzostwach Japonii. Pomimo tego został wybrany, by reprezentować swój kraj podczas Mistrzostw świata 2019.
Podczas programu krótkiego na mistrzostwach świata 2019 Hanyū miał problem z wykonaniem poczwórnego salchowa, w którego miejsce skoczył jedynie podwójnego. Jako że zgodnie z obowiązującymi zasadami Hanyū nie wykonał w programie krótkim jednego z wymaganych elementów programu, jakim jest solowy skok potrójny lub poczwórny, skok ten nie został zaliczony do oceny. W związku z tym po tej części zawodów Hanyū zajmował trzecie miejsce ze stratą ponad dwunastu punktów do pierwszego Nathana Chena. W programie dowolnym Hanyū nieczysto wykonał poczwórnego salchowa, którego później uznano za niedokręcony oraz miał problem z zakończeniem kombinacji potrójnego axla z potrójnym salchowem. Za program dowolny uzyskał 206,10 pkt. co po tej części zawodów dało mu drugie miejsce. Ostatecznie całe zmagania zakończył na 2. miejscu z notą łączną 300,97 pkt. Podczas tych zawodów Hanyū po raz kolejny w swojej karierze ustanawiał nowe rekordy świata w programie dowolnym i nocie łącznej. Rekordy te zostały później pobite przez zwycięzcę zawodów Nathana Chena.

### Sezon 2019/2020

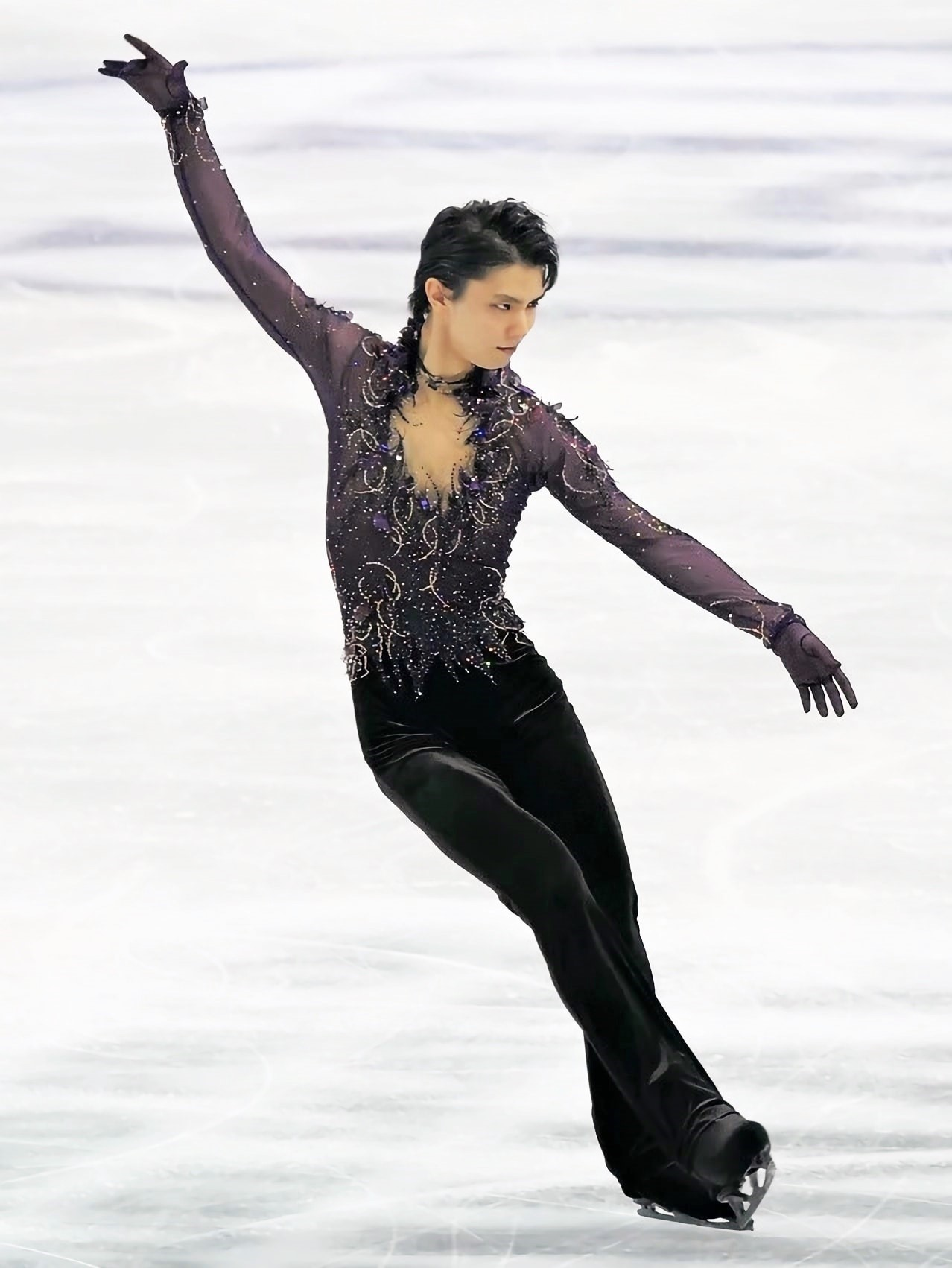
Program dowolny podczas finału cyklu grand prix 2019

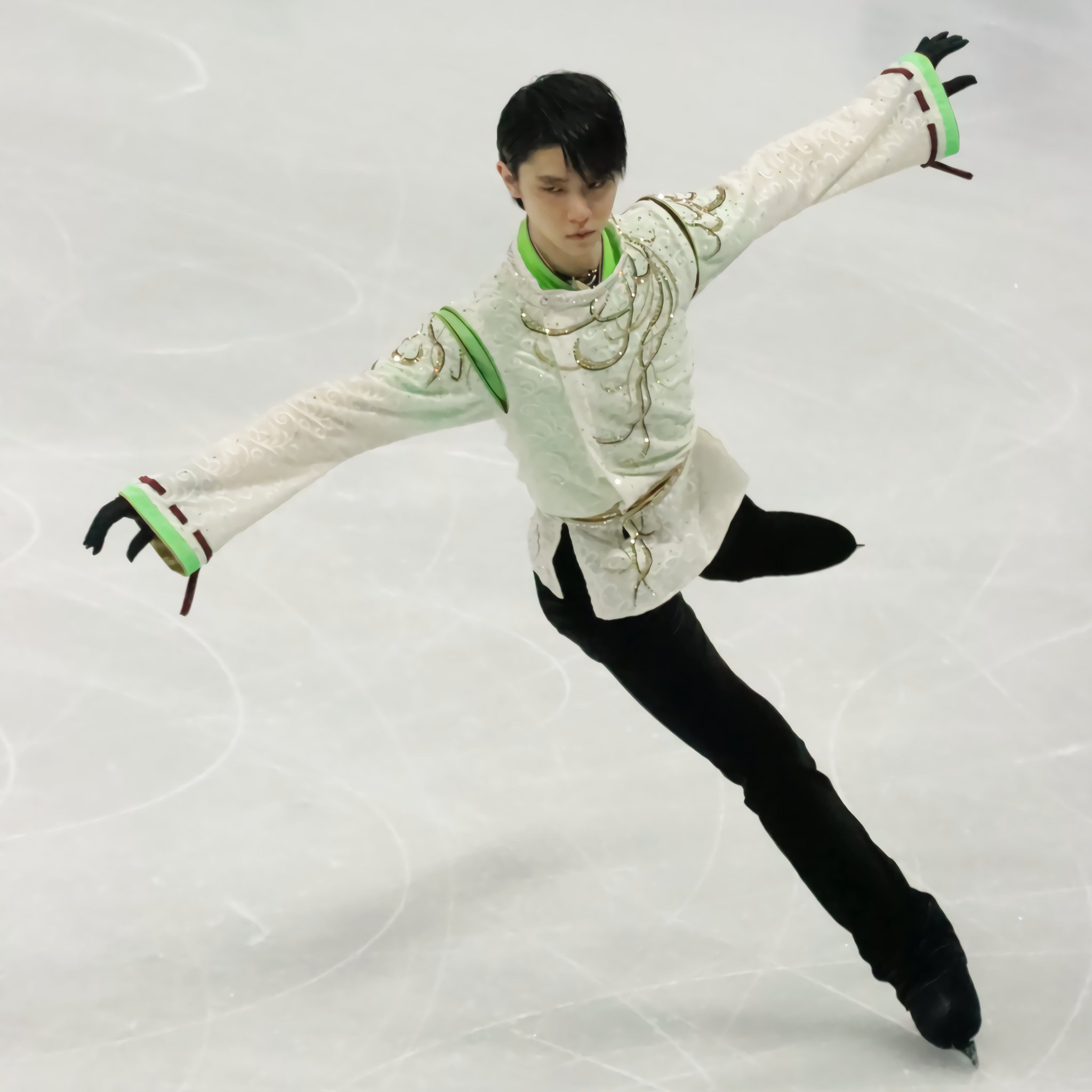
Hanyū podczas programu dowolnego na mistrzostwach czterech kontynentów 2020

Hanyū po raz kolejny sezon rozpoczął udziałem w zawodach z cyklu challenger Autumn Classic International 2019, podczas których za program krótki uzyskał 98,38 punktów po tym, jak upadł po poczwórnym salchowie. Następnego dnia podczas programu dowolnego Hanyū miał problemy przy lądowaniu po poczwórnych rittbergerze i salchowie co ostatecznie skutkowało negatywną oceną za wykonanie tych elementów programu. Za ten segment zawodów Hanyū uzyskał 180,67 punktów po tym, jak sędziowie dodatkowo uznali jego trzy skoki za niedokręcone (dwa poczwórne toeloopy jeden solowy, drugi w kombinacji z eulerem i potrójnym salchowem oraz potrójnego toeloopa wykonanego w kombinacji z potrójnym axlem). Całe zmagania zakończył na pierwszym miejscu z łączną notą 279,05 punktów.
Podczas Skate Canada International 2019 Hanyū w swoim programie krótkim perfekcyjnie wykonał poczwórnego salchowa oraz potrójnego axla. Pomimo problemów z wykonaniem kombinacji poczwórnego i potrójnego toeloopa za ten segment zawodów uzyskał 109,6 punktów co dało mu ponad dwudziestopunktową przewagę nad drugim Camdenem Pulkinenem. Następnego dnia Hanyū po raz kolejny okazała się bezkonkurencyjnym i pomimo niepewnego lądowania po poczwórnym rittbergerze oraz kombinacji potrójnego axla z podwójnym toeloopem za program dowolny uzyskała 212,99 punktów. Ostatecznie całe zmagania wygrała z przewagą 59,82 punktów nad drugim Namem Nguyenem i tym samym ustanowił on nowy rekord na wygraną z najwyższą przewagą punktową podczas zawodów cyklu Grand Prix. W trakcie zawodów Hanyū jako pierwszy łyżwiarz w historii wykonała kombinację poczwórnego toeloopa z eulerem i potrójnym flipem oraz ustanowił dwa nowe rekordy, gdyż zarówno program krótki, jak i dowolny uzyskały najwyższą notę za komponenty.
Następnymi zawodami były dla niego zawody z cyklu Grand Prix rozgrywane w Sapporo – NHK Trophy 2019. Po programie krótkim Hanyū zajmował pierwsze miejsce po tym, jak idealnie wykonał poczwórnego salchowa i potrójnego axla. Pomimo niepewnego lądowania po kombinacji poczwórnego toeloopa z potrójnym toeloopem za program krótki uzyskał 109,34 punkty. Następnego dnia za program dowolny uzyskał 195,71 punktów po tym jak w miejsce planowanej kombinacji poczwórnego toeloopa z eulerem i potrójnym flipem wykonał jedynie podwójnego toeloopa. Aby nadrobić stracone punkty Hanyū zamiast planowej kombinacji potrójnego axla i potrójnym toeloopem wykonał kombinację poczwórnego i potrójnego toeloopa, następnie w miejsce kombinacji potrójnego axla z podwójnym toeloopem, wykonał kombinację potrójnego axla z eulerem i potrójnym salchowem. Ostatecznie całe zmagania zakończył na pierwszym miejscu z przewagą ponad 55 punktów nad drugim Kévinem Aymozem. Wygrana w tych zawodach zagwarantowała mu udział w finale cyklu Grand Prix.
Podczas finału cyklu grand prix Hanyū za swój program krótki otrzymał 97,43 punkty po tym, jak po błędzie po poczwórnym toeloopie nie był w stanie zakończyć kombinacji. W ostateczności przyczyniło się to do ponad trzynastopunktowej straty do pierwszego Nathana Chena. W rezultacie Hanyū zdecydował, że w programie dowolnym wykona pięć poczwórnych skoków w tym poczwórnego rittbergera oraz lutza, którego nie wykonywała w zawodach od czasów kontuzji z NHK Trophy 2017. Pomimo tego, że pierwszy raz w swojej kariery udało mu się w zawodach wykonać pięć poczwórnych skoków w jednym programie Hanyū całe zmagania zakończył na drugim miejscu z ponad czterdziestopunktową stratą do pierwszego Nathana Chena. Hanyū przyznał się również, że niespotykany dla niego błąd przy potrójnym axlu (w miejsce sekwencji dwóch potrójnych axli wykonał jedynie pojedynczego axla) był spowodowanych tym, że dzień wcześniej podczas oficjalnego treningu kilkukrotnie próbował wykonać poczwórnego axla.
Następnymi zawodami były dla niego mistrzostwa Japonii, które rozpoczął od bezbłędnego programu krótkiego, za który uzyskał 110,72 punkty. Po tej części zawodów dawało mu to pięciopunktową przewagę nad drugim Shōmą Uno. Jednakże podczas programu dowolnego Hanyū miał problem z wykonaniem wielu ze swoich skoków. Z czterech planowanych poczwórnych skoków czysto udało mu się wykonać jedynie poczwórnego salchowa, dodatkowo w miejsce planowanego potrójnego lutza wykonała jedynie podwójnego oraz upadł po potrójnym axlu. Za program dowolny uzyskał 172 punkty, co po tym segmencie zawodów dawało mu trzecie miejsce. Ostatecznie przewaga z programu krótkiego pozwoliła mu na zakończenie całych zmagań na drugim miejscu z niespełna ośmiopunktową stratą do obrońcy tytułu sprzed roku Shōmy Uno.
3 lutego 2020 roku oficjalnie potwierdzono, że podczas reszty sezonu 2019/2020 tj. podczas mistrzostw czterech kontynentów 2020 oraz mistrzostw świata 2020 Hanyū wykorzysta dwa ze swoich wcześniejszych programów. Tym samym program krótki będzie wykonywał do Ballady g-moll Fryderyka Chopina, natomiast program dowolny do muzyki z soundtracku do filmu Onmyōji. Wcześniej informacja o zmianie programów została zamieszczona na oficjalnym profilu sportowca na stronie Międzynarodowej Unii Łyżwiarskiej.
Podczas mistrzostw czterech kontynentów 2020 Hanyū okazał się nie do pobicia przez innych zawodników. W swoim programie krótkim idealnie wykonał poczwórnego salchowa, kombinację poczwórnego i potrójnego toeloopa oraz potrójnego axla. Jego program krótki zdobył rekordową liczbę punktów i tym samym Hanyū po raz kolejny w swojej karierze pobił swój własny rekord świata za program krótki, uzyskując 111,82 punktów. Po tej części zawodów Hanyū miał szesnastopunktową przewagę nad drugim Jin Boyangiem oraz ponad siedemnastopunktową nad trzecim Jasonem Brownem. Dwa dni później podczas programu dowolnego Hanyū pomimo upadku po poczwórnym toeloopie oraz podparciu po wylądowaniu poczwórnego lutza za program dowolny uzyskał 187,60 punktów, co łącznie dało notę 299,42 punktów i wygraną w zawodach z przewagą ponad dwudziestu czterech punktów nad drugim Amerykaninem Jasonem Brownem i ponad dwudziestoośmiopunktową nad trzecim Japończykiem Yumą Kagiyamą. Hanyū zdobywając swoje pierwsze mistrzostwo czterech kontynentów zapisała się na kartach historii łyżwiarstwa figurowego jako pierwszy solista, który zdobył super szlem, czyli wygrał we wszystkich seniorskich i juniorskich zawodach najwyższej rangi.
Od 16 do 22 marca 2020 roku Hanyū miał wziąć udział w mistrzostw świata, które miały odbyć się w hali Centre Bell w Montrealu. Jednakże 11 marca 2020 roku kanadyjski rząd podjął decyzję o odwołanie zawodów z powodu pandemii COVID-19.

### Sezon 2020/2021
28 sierpnia 2020 roku Hanyū ogłosił, że w tym sezonie nie weźmie udziału w zawodach serii Grand Prix. W oświadczeniu wydanym przez Japońską Federację Łyżwiarską Hanyū powiedział, że ze względu na astmę i wyższe ryzyko powikłań, jak i cięższego przebiegu COVID-19 podejmuje najwyższe środki ostrożności. Z tego też powodu zdecydował się na rezygnację z udziału w zawodach serii Grand Prix. Jako kolejny z powodów podał również dobro fanów, którzy licznie gromadzą się, by go wspierać, a co za tym idzie mogłoby to przyczynić się do szybszego rozprzestrzeniania się choroby.
Pierwszymi zawodami sezonu były dla Hanyū mistrzostwa Japonii 2021 w Nagano. Podczas pierwszego dnia zmagań Hanyū w swoim programie krótkim do utworu Robbiego Williamsa Let Me Entertain You wykonał poczwórnego salchowa, kombinację poczwórnego i potrójnego toeloopa oraz potrójnego axla. Pomimo że piruet siadany ze zmianą nogi nie został zaliczony do końcowej noty, Hanyū za swój program krótki otrzymał 103,53 punkty, co po tej części zawodów dawało mu prawie pięciopunktową przewagę nad drugim Yumą Kagiyamą oraz ponad dziewięciopunktową nad trzecim Shōmą Uno. Następnego dnia zmagań Hanyū okazał się bezkonkurencyjny. Za swój program dowolny uzyskał 215,83 punkty po tym, jak perfekcyjnie wykonał wszystkie z planowanych skoków, w tym poczwórnego Rittbergera, salchowa oraz dwa poczwórne toeloopy. Hanyū stracił punkty jedynie za sekwencję kroków i kombinację piruetów ze zmianą nogi, które zostały ocenione na poziom 3. Ostatecznie całe zawody zakończył z piątym tytułem mistrza Japonii, wyprzedzając drugiego Shōmę Uno o prawie 35 punktów.
Mistrzostw świata 2021 Hanyū rozpoczął od bezbłędnego programu krótkiego, za który otrzymał 106,98 punktów, co po tej części zawodów dało mu pierwsze miejsce z przewagą sześciu punktów nad drugim Yumą Kagiyamą oraz nieco ponad ośmiopunktową nad trzecim Nathanem Chenm. Podczas programu dowolnego Hanyū podparł lądowanie po rozpoczynającym program poczwórnym Rittbergerze i poczwórnym salchowie. Tym samym z czterech planowanych poczwórnych skoków czysto wykonał jedynie dwa poczwórne toeloopy, jeden w kombinacji z potrójnym toeloopem, zaś drugi w kombinacji z eulerem i potrójnym salchowem. Hanyū stracił również punkty po tym, jak miał problem z wylądowaniem obu z planowanych potrójnych axli. Za program dowolny uzyskał 182,20 punkty, co po tej części zawodów, dawało mu czwarte miejsce. Ostatecznie całe zmagania zakończył na trzecim miejscu z łącznym wynikiem 289,18 punktów. Były to pierwsze zawody od NHK Trophy 2014, które zakończył poniżej drugiego miejsca. Następnego dnia Hanyū potwierdził doniesienie o swoim ataku astmy, który razem z szeregiem innych drobnych problemów wpłynął na ostateczny rezultat zawodów.
Hanyū zakończył sezon występem na World Team Trophy 2021, gdzie wraz z zespołem pozostałych japońskich łyżwiarzy zdobył brązowy medal, za drużynami Rosji i Stanów Zjednoczonych. Hanyū podczas obu segmentów zawodów zajął drugie miejsce co dało drużynie Japonii 22 punkty w łącznej klasyfikacji.

### Sezon 2021/2022
Sezon olimpijski Hanyū miał zacząć od udziału w zawodach serii Grand Prix 2021/2022 – NHK Trophy 2021, jednakże 4 listopada 2021 roku Japońska Federacja Łyżwiarska ogłosiła, że z powodu kontuzji prawej kostki Hanyū zrezygnował z udziału w tych zawodach. 17 listopada 2021 roku ogłoszono, że Hanyū wycofał się również ze startu w zawodach Rostelecom Cup 2021.
Pierwszymi zawodami sezonu były dla Hanyū mistrzostwa Japonii 2022, podczas których wygrał oba segmenty zawodów, gwarantując sobie szósty tytuł mistrza Japonii z przewagą ponad 26 punktów nad drugim Shōmą Uno. Tym samym Hanyū zrównała się liczbą zdobytych tytułów mistrza Japonii z Takeshim Hondą. Podczas zawodów po raz pierwszy w historii Hanyū podjął się próby wykonania w programie dowolnym poczwórnego axla. Próba zakończyła się lądowaniem na dwie nogi, dodatkowo skok został zdegradowany do potrójnego axla ze względu na zbyt małą liczbę rotacji. Tytuł mistrza Japonii zagwarantował Hanyū start na trzecich Zimowych Igrzyskach Olimpijskich.
Podczas Zimowych Igrzyskach Olimpijskich 2022 Hanyū po tym, jak nie wykonał jednego z planowanych elementów programu krótkiego, jakim był poczwórny salchow, zajmowała odległe ósme miejsce z notą 95,15 punktów oraz ponad osiemnastopunktową startą do prowadzącego Nathana Chena. Następnie podczas programu dowolnego Hanyū upadł po poczwórnym axlu oraz poczwórnych salchowie. Jednakże po raz pierwszy w historii próba wykonania poczwórnego axla nie została zdegradowana do potrójnego axla i tym samym osiągnęła wymaganą dla poczwórnego axla liczbę rotacji. Pozostałe elementy programu dowolnego zostały wykonane przez Hanyū niemal perfekcyjnie, co skutkowało tym, że za program dowolny uzyskał 188,06 punktów i po tym segmencie zawodów dawało mu trzecie miejsce. Ostatecznie całe zmagania zakończył na czwartym miejscu z łącznym wynikiem 283,21 punktów i niespełna dziesięciopunktową stratą do trzeciego Shōmy Uno. Podczas konferencji prasowej Hanyū potwierdził, że na treningu poprzedzającym drugi segment zawodów ponownie doznał kontuzji prawej kostki. Z uwagi na rangę zawodów zdecydował się jednak nie wycofać z rywalizacji i startować na środkach przeciwbólowych.
1 marca 2022 roku Japońska Federacja Łyżwiarska ogłosiła wycofanie Hanyū z mistrzostw świata 2022 z powodu niewyleczonej kontuzji kostki.
19 lipca 2022 roku, podczas konferencji prasowej w Tokio, Hanyū ogłosił oficjalne zakończenie kariery amatorskiej. Potwierdził jednocześnie, że zamierza kontynuować swoją karierę jako łyżwiarz profesjonalny, by móc występować w rewiach na lodzie oraz dalej rozwijać się w swojej dyscyplinie.

## Technika

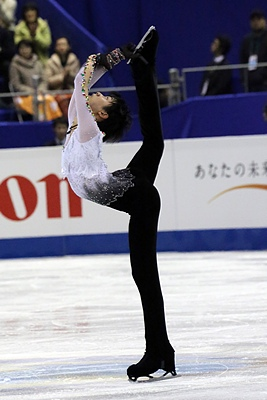
Hanyū wykonujący klasyczny piruet Biellmann podczas finału Grand Prix 2013

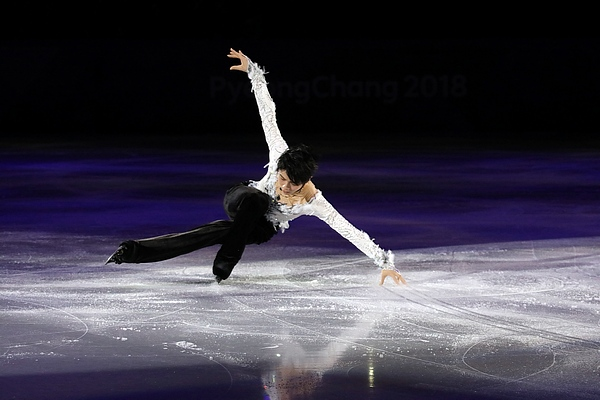
Hanyū wykonujący hydroblading z podparciem jedną ręką podczas pokazu mistrzów na ZIO 2018

Przez wielu Hanyū został uznany za łyżwiarza wszechstronnego zdolnego do płynnego łączenia skomplikowanych elementów technicznych ze stroną artystyczną programów.
Jego technika obejmuje między innymi piruet Biellmann czy piruet Biellmann w pozycji horyzontalnej (ang. doughnut spin). Oba piruety są znane ze swojej trudności, zwłaszcza dla solistów, ze względu na wymaganą gibkość. Innymi charakterystycznymi dla niego elementami łyżwiarskimi są: odchylana Ina Bauer (ang. layback Ina Bauer), hydroblading z podparciem jedną ręką czy boczny wypad (ang. side lunge). Jego piruety i sekwencje kroków są chwalone za wysoką jakość wykonania i często otrzymują najwyższy czwarty poziom jakości. Jego skoki łyżwiarskie są znane z ich precyzji i idealnego wpasowania w programy co daje iluzję prostoty wykonywanych elementów. Połączenie idealnej techniki wraz z prostotą wykonania elementów wielokrotnie gwarantowało Hanyū najwyższe noty za komponenty i elementy techniczne.
Hanyū jest również znany z trudnej fazy przygotowawczej do potrójnego axla. Skok ten zazwyczaj wykonuje po zwrocie odwrotnym, twizzlach lub mondzie (ang. Spread eagle).
Hanyū jako pierwszy łyżwiarz figurowy wykonał w zawodach poczwórnego rittbergera, sekwencję poczwórnego toeloopa i potrójnego axla, trzy poczwórne skoki w drugiej połowie programu dowolnego oraz kombinację poczwórnego toeloopa z eulerem i potrójnym flipem.

## Trenerzy i choreografowie

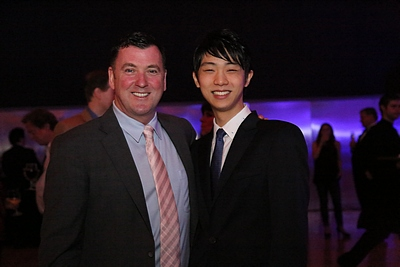
Hanyū z trenerem Brianem Orserem (2014)

Pierwszym trenerem Hanyū był Shōichirō Tsuzuki, który w 1977 roku doprowadził Minoru Sano do brązowego medalu mistrzostw świata, będącego pierwszym medalem tych zawodów wywalczonym przez Japończyka. Po zamknięciu lodowiska w Sendai w 2004 roku Shōichirō Tsuzuki przeniósł swoją bazę treningową do Jokohamy, oddalonej od Sendai o ponad 400 kilometrów, co uniemożliwiło im dalszą współpracę. W tym okresie kolejnym trenerem Hanyū została Nanami Abe, która doprowadziło go między innymi do mistrzostwa świata juniorów, zwycięstwa w finale cyklu junior Grand Prix czy pierwszego medalu mistrzostw świata. Po zdobyciu właśnie tego medalu Hanyū zdecydował się na zmianę trenera na Briana Orsera i przeniesieniu swoje bazy treningowej do klubu Toronto Cricket, Skating and Curling Club w Kanadzie. Jako przyczynę podał chęć dalszego rozwoju i podniesienia poziomu zarówno w aspektach związanych ze stroną techniczna, jak i artystyczną.
Przed zmianą trenera na Briana Orsera jego głównym choreografem był jego trener Shōichirō Tsuzuki lub Nanami Abe. Od momentu przeniesienia do Kanady w 2012 roku Hanyū współpracował z wieloma choreografami, począwszy od Jeffreya Buttlea, Davida Wilsona, Kenjiego Miyamoto, Kurta Browninga czy Shae-Lynn Bourne.

## Programy
| Sezon   | Program krótki (SP) | Program dowolny (FS) | Pokazy mistrzów |
| ------- | --- | --- | --- |
| 2021–22 | - Introduction and Rondo Capriccioso – Shinya Kiyozuka, oryg. Camille Saint-Saëns choreografia: Jeffrey Buttle, Shae-Lynn Bourne               | - Niebo i ziemia (z serialu Ten to Chi to) – Isao Tomita choreografia: Shae-Lynn Bourne | - Let Me Entertain You – Robbie Williams choreografia: Jeffrey Buttle - Haru yo, Koi – Shinya Kiyozuka, oryg. Yumi Matsutoya choreografia: David Wilson |
| 2020–21 | - Let Me Entertain You – Robbie Williams choreografia: Jeffrey Buttle                                                                          | - Niebo i ziemia (z serialu Ten to Chi to) – Isao Tomita choreografia: Shae-Lynn Bourne | - Hana wa Saku – Fumiya Sashida choreografia: Nanami Abe - Haru yo, Koi – Shinya Kiyozuka, oryg. Yumi Matsutoya choreografia: David Wilson |
| 2019–20 | - Ballada g-moll op. 23 – Fryderyk Chopin choreografia: Jeffrey Buttle - Otoñal – Raúl Di Blasio choreografia: Jeffrey Buttle                  | - Seimei (z filmu Onmyōji) – Shigeru Umebayashi choreografia: Shae-Lynn Bourne - Origin – Edvin Marton Art on Ice Magic Stradivarius choreografia: Shae-Lynn Bourne                                                         | - Parisienne Walkways – Gary Moore choreografia: Jeffrey Buttle - Haru yo, Koi – Shinya Kiyozuka, oryg. Yumi Matsutoya choreografia: David Wilson - Notte stellata (The Swan) – Il Volo, oryg. Tony Renis, Camille Saint-Saëns choreografia: David Wilson - Seimei (z filmu Onmyōji) – Shigeru Umebayashi choreografia: Shae-Lynn Bourne - Hope and Legacy – Joe Hisaishi choreografia: Shae-Lynn Bourne |
| 2018–19 | - Otoñal – Raúl Di Blasio choreografia: Jeffrey Buttle                                                                                         | - Origin – Edvin Marton Art on Ice Magic Stradivarius choreografia: Shae-Lynn Bourne | - Haru yo, Koi – Shinya Kiyozuka, oryg. Yumi Matsutoya choreografia: David Wilson - Masquerade – Toshimitsu Deyama choreografia: Shae-Lynn Bourne - Crystal Memories – Toshimitsu Deyama choreografia: David Wilson |
| 2017–18 | - Ballada g-moll op. 23 – Fryderyk Chopin choreografia: Jeffrey Buttle                                                                         | - Seimei (z filmu Onmyōji) – Shigeru Umebayashi choreografia: Shae-Lynn Bourne | - Notte stellata (The Swan) – Il Volo, oryg. Tony Renis, Camille Saint-Saëns choreografia: David Wilson - Haru yo, Koi – Shinya Kiyozuka, oryg. Yumi Matsutoya choreografia: David Wilson - Wings of Words – CHEMISTRY, oryg. Yukinojo Mori, Yoko Kasinagaya, Naohisa Taniguchi |
| 2016–17 | - Let’s Go Crazy – Prince choreografia: Jeffrey Buttle                                                                                         | - Hope and Legacy – Joe Hisaishi View of Silence Asian Dream Song choreografia: Shae-Lynn Bourne | - Notte stellata (The Swan) – Il Volo, oryg. Tony Renis, Camille Saint-Saëns choreografia: David Wilson |
| 2015–16 | - Ballada g-moll op. 23 – Fryderyk Chopin choreografia: Jeffrey Buttle                                                                         | - Seimei (z filmu Onmyōji) – Shigeru Umebayashi choreografia: Shae-Lynn Bourne | - Requiem of Heaven and Earth – Yasunobu Matsuo choreografia: Kenji Miyamoto |
| 2014–15 | - Ballada g-moll op. 23 – Fryderyk Chopin choreografia: Jeffrey Buttle                                                                         | - Upiór w operze – Andrew Lloyd Webber choreografia: Shae-Lynn Bourne | - Parisienne Walkways – Gary Moore choreografia: Jeffrey Buttle - The Final Time Traveler – Sarah Alainn choreografia: Kenji Miyamoto - Hana wa Saku – Fumiya Sashida choreografia: Nanami Abe |
| 2013–14 | - Parisienne Walkways – Gary Moore choreografia: Jeffrey Buttle                                                                                | - Romeo i Julia – Nino Rota choreografia: David Wilson | - O Verona (z filmu Romeo i Julia) – Craig Armstrong - Kissing You (z filmu Romeo i Julia) – Des’ree - Escape (z filmu Plunkett i Macleane) – Craig Armstrong choreografia: Nanami Abe, Natalja Biestiemjanowa, Igor Bobrin - White Legend (z musicalu Jezioro łabędzie) – Ikuko Kawai, oryg. Piotr Czajkowski choreografia: Nanami Abe - Hana Ni Nare – Fumiya Sashida choreografia: Kenji Miyamoto - Story – AI choreografia: Kenji Miyamoto - Notre-Dame de Paris – Riccardo Cocciante choreografia: David Wilson - Étude in D-sharp minor, Op. 8, No. 12 – Maksym Mrwic, oryg. Aleksandr Skriabin choreografia: Nanami Abe, Natalja Biestiemjanowa, Igor Bobrin |
| 2012–13 | - Parisienne Walkways – Gary Moore choreografia: Jeffrey Buttle                                                                                | - Notre-Dame de Paris – Riccardo Cocciante choreografia: David Wilson | - Hana Ni Nare – Fumiya Sashida choreografia: Kenji Miyamoto - Hello, I Love You (remix) – Adam Freeland, oryg. The Doors choreografia: Kurt Browning |
| 2011–12 | - Étude in D-sharp minor, Op. 8, No. 12 – Maksym Mrwic, oryg. Aleksandr Skriabin choreografia: Nanami Abe, Natalja Biestiemjanowa, Igor Bobrin | - O Verona (z filmu Romeo i Julia) – Craig Armstrong - Kissing You (z filmu Romeo i Julia) – Des’ree - Escape (z filmu Plunkett i Macleane) – Craig Armstrong choreografia: Nanami Abe, Natalja Biestiemjanowa, Igor Bobrin | - White Legend (z musicalu Jezioro łabędzie) – Ikuko Kawai, oryg. Piotr Czajkowski choreografia: Nanami Abe - Somebody to Love – Justin Bieber choreografia: Nanami Abe |
| 2010–11 | - White Legend (z musicalu Jezioro łabędzie) – Ikuko Kawai, oryg. Piotr Czajkowski choreografia: Nanami Abe                                    | - Zigeunerweisen – Pablo Sarasate choreografia: Nanami Abe | - Vertigo – U2 choreografia: Nanami Abe |
| 2009–10 | - Mission: Impossible II medley – Hans Zimmer The Bait Bare Island choreografia: Nanami Abe                                                    | - Rhapsody on a Theme of Paganini – Siergiej Rachmaninow choreografia: Nanami Abe | - Change – Monkey Majik + Yoshida Brothers choreografia: Nanami Abe |
| 2008–09 | - Bolero (z musicalu Moulin Rouge!) – Steve Sharples choreografia: Nanami Abe                                                                  | - Rhapsody on a Theme of Paganini – Siergiej Rachmaninow choreografia: Nanami Abe | - Change – Monkey Majik + Yoshida Brothers choreografia: Nanami Abe |
| 2007–08 | - Sing, Sing, Sing – Louis Prima choreografia: Nanami Abe                                                                                      | - The Firebird – Igor Strawinski choreografia: Nanami Abe | - Sing, Sing, Sing – Louis Prima choreografia: Nanami Abe |
| 2006–07 | - Amazonic – Maksim Mrwica - Danse macabre – Camille Saint-Saëns choreografia: Megumu Seki                                                     | - Summer Storm (z Czterech pór roku) – Ikuko Kawai, oryg. Antonio Vivaldi choreografia: Megumu Seki | |
| 2005–06 | | - From Russia with Love choreografia: Shōichirō Tsuzuki | |
| 2004–05 | - Spartakus choreografia: Shōichirō Tsuzuki | - From Russia with Love choreografia: Shōichirō Tsuzuki | |

## Osiągnięcia
| Zawody                                | 04–05          | 05–06          | 06–07          | 07–08          | 08–09          | 09–10          | 10–11          | 11–12          | 12–13          | 13–14          | 14–15          | 15–16          | 16–17          | 17–18          | 18–19          | 19–20          | 20–21          | 21–22          |                |
| Międzynarodowe                        | Międzynarodowe | Międzynarodowe | Międzynarodowe | Międzynarodowe | Międzynarodowe | Międzynarodowe | Międzynarodowe | Międzynarodowe | Międzynarodowe | Międzynarodowe | Międzynarodowe | Międzynarodowe | Międzynarodowe | Międzynarodowe | Międzynarodowe | Międzynarodowe | Międzynarodowe | Międzynarodowe | Międzynarodowe |
| ------------------------------------- | -------------- | -------------- | -------------- | -------------- | -------------- | -------------- | -------------- | -------------- | -------------- | -------------- | -------------- | -------------- | -------------- | -------------- | -------------- | -------------- | -------------- | -------------- | -------------- |
| Zimowe igrzyska olimpijskie           |                |                |                |                |                |                |                |                |                | 1              |                |                |                | 1              |                |                |                | 4              |                |
| Mistrzostwa świata                    |                |                |                |                |                |                |                | 3              | 4              | 1              | 2              | 2              | 1              | WD             | 2              | C              | 3              | WD             |                |
| Mistrzostwa czterech kontynentów      |                |                |                |                |                |                | 2              |                | 2              |                |                |                | 2              |                |                | 1              |                |                |                |
| GP Finał Grand Prix                   |                |                |                |                |                |                |                | 4              | 2              | 1              | 1              | 1              | 1              |                | WD             | 2              |                |                |                |
| GP Cup of China                       |                |                |                |                |                |                |                | 4              |                |                | 2              |                |                |                |                |                |                |                |                |
| GP NHK Trophy                         |                |                |                |                |                |                | 4              |                | 1              |                | 4              | 1              | 1              | WD             |                | 1              |                | WD             |                |
| GP Rostelecom Cup                     |                |                |                |                |                |                | 7              | 1              |                |                |                |                |                | 2              | 1              |                |                | WD             |                |
| GP Skate America                      |                |                |                |                |                |                |                |                | 2              |                |                |                |                |                |                |                |                |                |                |
| GP Skate Canada International         |                |                |                |                |                |                |                |                |                | 2              |                | 2              | 2              |                |                | 1              |                |                |                |
| GP Trophée Eric Bompard               |                |                |                |                |                |                |                |                |                | 2              |                |                |                |                |                |                |                |                |                |
| GP Grand Prix Helsinki                |                |                |                |                |                |                |                |                |                |                |                |                |                |                | 1              |                |                |                |                |
| CS Autumn Classic International       |                |                |                |                |                |                |                |                |                |                |                |                | 1              | 2              | 1              | 1              |                |                |                |
| Finlandia Trophy                      |                |                |                |                |                |                |                |                | 1              | 1              | WD             |                |                |                |                |                |                |                |                |
| Nebelhorn Trophy                      |                |                |                |                |                |                |                | 1              |                |                |                |                |                |                |                |                |                |                |                |
| Autumn Classic International          |                |                |                |                |                |                |                |                |                |                |                | 1              |                |                |                |                |                |                |                |
| Międzynarodowe: Kategorie młodzieżowe |                |                |                |                |                |                |                |                |                |                |                |                |                |                |                |                |                |                |                |
| Mistrzostwa świata juniorów           |                |                |                |                | 12             | 1              |                |                |                |                |                |                |                |                |                |                |                |                |                |
| JGP Finał                             |                |                |                |                |                | 1              |                |                |                |                |                |                |                |                |                |                |                |                |                |
| JGP w Chorwacji                       |                |                |                |                |                | 1              |                |                |                |                |                |                |                |                |                |                |                |                |                |
| JGP w Polsce                          |                |                |                |                |                | 1              |                |                |                |                |                |                |                |                |                |                |                |                |                |
| JGP we Włoszech                       |                |                |                |                | 5              |                |                |                |                |                |                |                |                |                |                |                |                |                |                |
| Skate Copenhagen                      |                |                |                | 1 N            |                |                |                |                |                |                |                |                |                |                |                |                |                |                |                |
| Mladost Trophy                        |                |                | 1 N            |                |                |                |                |                |                |                |                |                |                |                |                |                |                |                |                |
| Santa Claus Cup                       | 1 N            |                |                |                |                |                |                |                |                |                |                |                |                |                |                |                |                |                |                |
| Krajowe                               |                |                |                |                |                |                |                |                |                |                |                |                |                |                |                |                |                |                |                |
| Mistrzostwa Japonii                   |                |                |                |                | 8              | 6              | 4              | 3              | 1              | 1              | 1              | 1              | WD             | WD             | WD             | 2              | 1              | 1              |                |
| Mistrzostwa Japonii juniorów          |                |                | 7              | 3              | 1              | 1              |                |                |                |                |                |                |                |                |                |                |                |                |                |
| Mistrzostwa Japonii novice            | 1 B            | 2 B            | 3 A            | 1 A            |                |                |                |                |                |                |                |                |                |                |                |                |                |                |                |
| Zawody drużynowe                      |                |                |                |                |                |                |                |                |                |                |                |                |                |                |                |                |                |                |                |
| Zimowe igrzyska olimpijskie           |                |                |                |                |                |                |                |                |                | 5 T 1 P        |                |                |                |                |                |                |                |                |                |
| World Team Trophy                     |                |                |                |                |                |                |                |                |                |                | 3 T 1 P        |                | 1 T 3 P        |                |                |                | 3 T 2 P        |                |                |

## Rekordy świata

### Od sezonu 2018/2019
Rekordy świata ustanawiane w skali GOE±5.
| Data                         | Punkty                  | Zawody                                | Uwagi | Źr.                     |
| Rekordy w nocie łącznej      | Rekordy w nocie łącznej | Rekordy w nocie łącznej               | Rekordy w nocie łącznej | Rekordy w nocie łącznej |
| ---------------------------- | ----------------------- | ------------------------------------- | --- | ----------------------- |
| 23 marca 2019                | 300,97                  | Mistrzostwa świata 2019               | Pierwszy łyżwiarz, który przekroczył 300 punktów w nocie łącznej. Rekord został pobity przez Nathana Chena podczas tych samych zawodów (323,42 pkt.).      | [ 143 ]                 |
| 4 listopada 2018             | 297,12                  | Grand Prix Helsinki 2018              | | [ 131 ]                 |
| Rekordy w programie dowolnym |                         |                                       | |                         |
| 23 marca 2019                | 206,10                  | Mistrzostwa świata 2019               | Pierwszy łyżwiarz, który przekroczył 200 punktów w programie dowolnym. Rekord został pobity przez Nathana Chena podczas tych samych zawodów (216,02 pkt.). | [ 142 ]                 |
| 4 listopada 2018             | 190,43                  | Grand Prix Helsinki 2018              | Rekord został pobity przez Shōmę Uno podczas Mistrzostw czterech kontynentów 2019 (197,36 pkt).                                                            | [ 130 ]                 |
| Rekordy w programie krótkim  |                         |                                       | |                         |
| 7 lutego 2020                | 111,82                  | Mistrzostwa czterech kontynentów 2020 | Rekord został pobity przez Nathana Chena podczas Zimowych Igrzysk Olimpijskich 2022 (113,97 pkt.).                                                         | .                       |
| 16 listopada 2018            | 110,53                  | Rostelecom Cup 2018                   | | [ 132 ]                 |
| 3 listopada 2018             | 106,69                  | Grand Prix Helsinki 2018              | | [ 129 ]                 |

### Przed sezonem 2018/2019
Rekordy świata ustanawiane w skali GOE±3.
| Data                         | Punkty                  | Zawody                            | Uwagi                                                                          |                         |
| Rekordy w nocie łącznej      | Rekordy w nocie łącznej | Rekordy w nocie łącznej           | Rekordy w nocie łącznej                                                        | Rekordy w nocie łącznej |
| ---------------------------- | ----------------------- | --------------------------------- | ------------------------------------------------------------------------------ | ----------------------- |
| 12 grudnia 2015              | 330,43                  | Finał Grand Prix 2015             | Historyczny rekord świata przed sezonem 2018/2019                              |                         |
| 28 listopada 2015            | 322,40                  | NHK Trophy 2015                   | Pierwszy łyżwiarz, który przekroczył 300 punktów w nocie łącznej.              |                         |
| Rekordy w programie dowolnym |                         |                                   |                                                                                |                         |
| 1 kwietnia 2017              | 223,20                  | Mistrzostwa świata 2017           | Historyczny rekord świata przed sezonem 2018/2019                              |                         |
| 2 grudnia 2015               | 219,48                  | Finał Grand Prix 2015             |                                                                                |                         |
| 28 listopada 2015            | 216,07                  | NHK Trophy 2015                   | Pierwszy łyżwiarz, który przekroczył 200 punktów w programie dowolnym.         |                         |
| Rekordy w programie krótkim  |                         |                                   |                                                                                |                         |
| 22 września 2017             | 112,72                  | Autumn Classic International 2017 | Historyczny rekord świata przed sezonem 2018/2019                              |                         |
| 10 grudnia 2015              | 110,95                  | Finał Grand Prix 2015             | Pierwszy i jedyny łyżwiarz, który przekroczył 110 punktów w programie krótkim. |                         |
| 27 listopada 2015            | 106,33                  | NHK Trophy 2015                   |                                                                                |                         |
| 13 lutego 2014               | 101,45                  | Igrzyska Olimpijskie 2014         | Pierwszy łyżwiarz, który przekroczył 100 punktów w programie krótkim.          |                         |
| 5 grudnia 2013               | 99,84                   | Finał Grand Prix 2013             |                                                                                |                         |
| 23 listopada 2012            | 95,32                   | NHK Trophy 2012                   |                                                                                |                         |
| 19 października 2012         | 95,07                   | Skate America 2012                |                                                                                |                         |

## Rekordy życiowe

### Od sezonu 2018/2019
| Rekordy życiowe | Rekordy życiowe      | Rekordy życiowe | Rekordy życiowe                       | Rekordy życiowe      |
| Segment         | Data                 | Punkty          | Zawody                                | Uwagi                |
| --------------- | -------------------- | --------------- | ------------------------------------- | -------------------- |
| TSS             | 26 października 2019 | 322,59          | Skate Canada International 2019       |                      |
| SP              | 7 lutego 2020        | 111,82          | Mistrzostwa czterech kontynentów 2020 | Obecny rekord świata |
| SP TES          | 7 lutego 2020        | 63,42           | Mistrzostwa czterech kontynentów 2020 | Obecny rekord świata |
| SP PCS          | 25 października 2019 | 48,47           | Skate Canada International 2019       | Obecny rekord świata |
| FS              | 26 października 2019 | 212,99          | Skate Canada International 2019       |                      |
| FS TES          | 26 października 2019 | 116,59          | Skate Canada International 2019       |                      |
| FS PCS          | 26 października 2019 | 96,40           | Skate Canada International 2019       | Obecny rekord świata |

### Przed sezonem 2018/2019
| Historyczne rekordy życiowe przed sezonem 2018/2019 | Historyczne rekordy życiowe przed sezonem 2018/2019 | Historyczne rekordy życiowe przed sezonem 2018/2019 | Historyczne rekordy życiowe przed sezonem 2018/2019 | Historyczne rekordy życiowe przed sezonem 2018/2019 |
| Segment                                             | Data                                                | Punkty                                              | Zawody                                              | Uwagi                                               |
| --------------------------------------------------- | --------------------------------------------------- | --------------------------------------------------- | --------------------------------------------------- | --------------------------------------------------- |
| TSS                                                 | 12 grudnia 2015                                     | 330,43                                              | Finał Grand Prix 2015                               | Historyczny rekord świata przed sezonem 2018/2019   |
| SP                                                  | 22 września 2017                                    | 112,72                                              | Autumn Classic International 2017                   | Historyczny rekord świata przed sezonem 2018/2019   |
| SP TES                                              | 22 września 2017                                    | 64,17                                               | Autumn Classic International 2017                   |                                                     |
| SP PCS                                              | 10 grudnia 2015                                     | 49,14                                               | Finał Grand Prix 2015                               |                                                     |
| FS                                                  | 1 kwietnia 2017                                     | 223,20                                              | Mistrzostwa świata 2017                             | Historyczny rekord świata przed sezonem 2018/2019   |
| FS TES                                              | 1 kwietnia 2017                                     | 126,12                                              | Mistrzostwa świata 2017                             |                                                     |
| FS PCS                                              | 12 grudnia 2015                                     | 98,56                                               | Finał Grand Prix 2015                               |                                                     |